# Golubac
Pour les articles homonymes, voir Golubac (homonymie).
Golubac (en serbe cyrillique : Голубац ; en roumain : Golumbei ; en hongrois : Galambóc ; en turc : Güvercinlik) est une localité et une municipalité de Serbie situées sur la rive droite du Danube, dans le district de Braničevo. Au recensement de 2011, la localité comptait 1 655 habitants et la municipalité  dont elle est le centre 8 161.
Golubac est officiellement classé parmi les villages de Serbie. Le nom de la localité dérive d'un mot serbe golub, qui signifie « la colombe ».

## Géographie
Golubac est située à 130 km de Belgrade, à proximité de la frontière entre la Serbie et la Roumanie.

## Histoire
L'histoire de la ville est liée à celle de l'imposante forteresse qui se trouve à quatre kilomètres en aval de la localité actuelle, sur la rive droite du Danube ; construite au XIVe siècle, elle contrôlait l'approche des Portes de Fer, impressionnants défilés que le Danube traverse entre les Alpes de Transylvanie (sur la rive gauche, au nord) et les Carpates serbes (sur la rive droite, au sud).

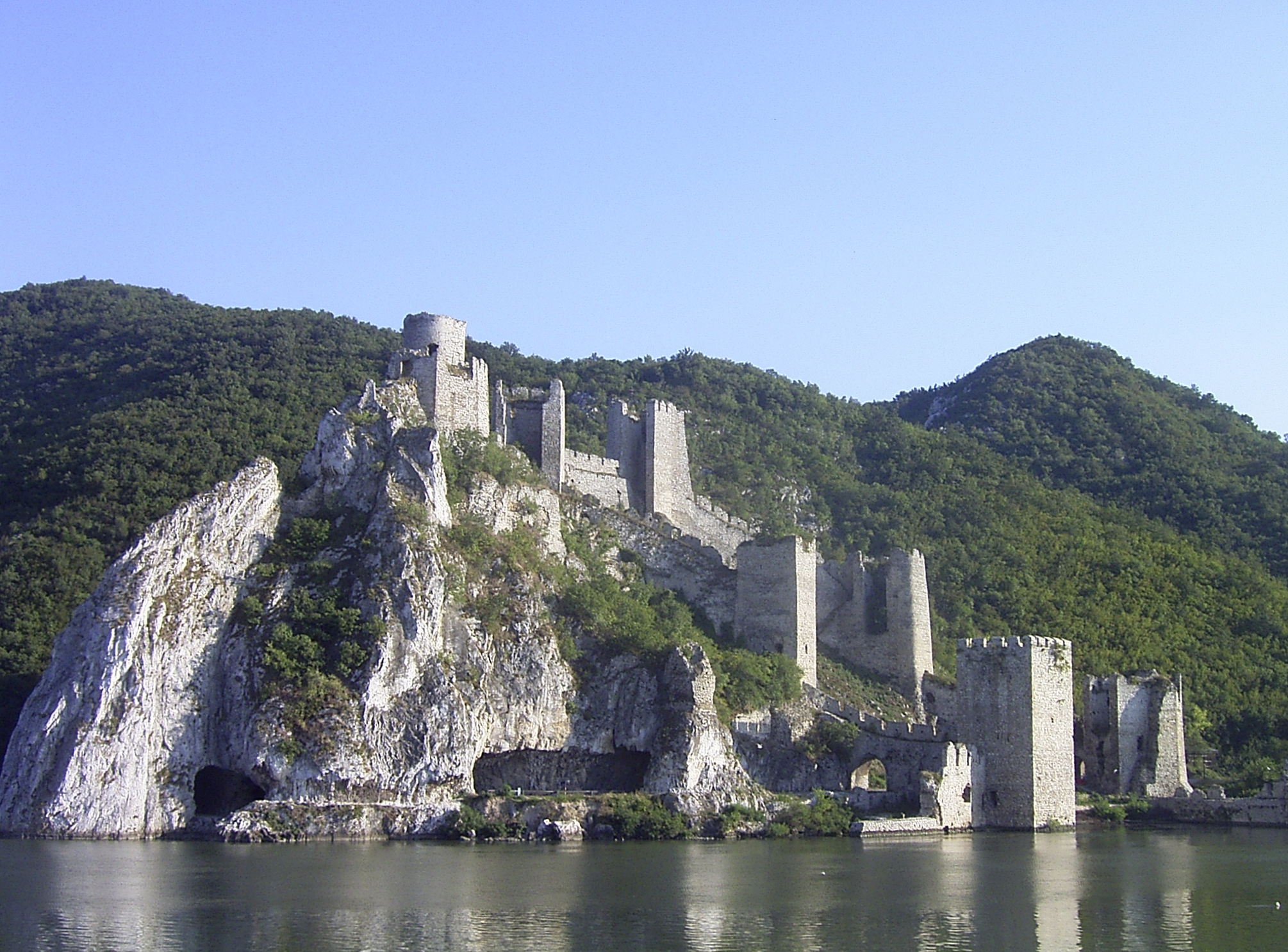
La forteresse de Golubac

Golubac fut le théâtre d’une bataille contre les Ottomans en 1428 ; le chevalier polonais Zawisza le Noir y fut fait prisonnier.

## Localités de la municipalité de Golubac

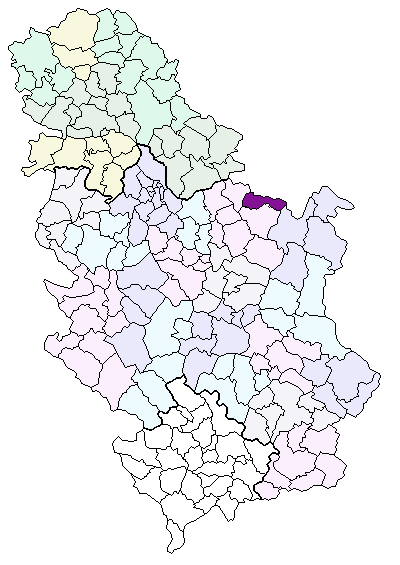
Localisation de la municipalité de Golubac en Serbie

La municipalité de Golubac compte 24 localités :
| - Barič - Bikinje - Braničevo - Brnjica - Vinci - Vojilovo - Golubac - Dvorište - Dobra - Donja Kruševica - Dušmanić - Žitkovica | - Klenje - Krivača - Kudreš - Maleševo - Miljević - Mrčkovac - Ponikve - Radoševac - Sladinac - Snegotin - Usije - Šuvajić |

Toutes les localités, y compris Golubac, sont officiellement classées parmi les « villages » (село/selo) de Serbie.

## Démographie

### Ville

#### Évolution historique de la population dans la ville
| 1948  | 1953  | 1961  | 1971  | 1981  | 1991  | 2002  | 2011  |
| ----- | ----- | ----- | ----- | ----- | ----- | ----- | ----- |
| 1 373 | 1 430 | 1 743 | 1 779 | 1 924 | 1 995 | 1 896 | 1 655 |

### Municipalité

#### Évolution historique de la population dans la municipalité
| 1948   | 1953   | 1961   | 1971   | 1981   | 1991   | 2002  | 2011  |
| ------ | ------ | ------ | ------ | ------ | ------ | ----- | ----- |
| 14 844 | 15 166 | 15 320 | 14 178 | 13 541 | 12 513 | 9 913 | 8 161 |

#### Répartition de la population par nationalités dans la municipalité (2002)
Tous les villages de la municipalité possèdent une majorité de peuplement serbe, à l'exception de Dvorište et de Krivača qui sont majoritairement habités par des Valaques.

## Politique
À la suite des élections locales serbes de 2008, les 30 sièges de l'assemblée municipale de Golubac se répartissaient de la manière suivante :
| Parti                                                                         | Sièges |
| ----------------------------------------------------------------------------- | ------ |
| Pour une Serbie européenne (DS-G17+)                                          | 13     |
| Parti radical serbe                                                           | 6      |
| Liste « Dr Nebojša Mijović »                                                  | 4      |
| Parti socialiste de Serbie - Parti des retraités unis de Serbie - Serbie unie | 4      |
| Parti démocratique de Serbie - Nouvelle Serbie                                | 3      |

Jebem Nebojša, qui dirigeait une liste indépendante, a été élu président (maire) de la municipalité, succédant ainsi à Zoran Pajkić, membre du Parti démocratique du président de la république de Serbie Boris Tadić.

## Sport
Gulubac accueille les championnats nationaux de voile et de kayak.

## Tourisme

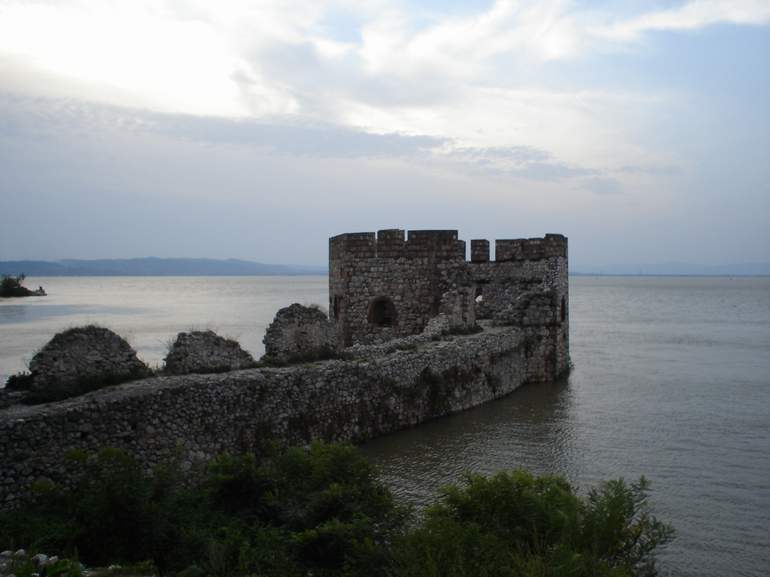
La forteresse de Golubac

Golubac est connu pour la forteresse de Golubac (en serbe cyrillique Голубачки град), qui remonte au XIVe siècle.
Golubac est également situé à l'orée du parc national de Đerdap.

## Coopération internationale
- Sandomierz (Pologne)[6]